# حزب العمال الإيفوري
حزب ساحل العاجي العمال (Parti Ivorien des Travailleurs) هو حزب سياسي اشتراكي في ساحل العاج.
تأسس الحزب في عام 1990.
قائد الحزب هو Francis Wodié.
ينشر الحزب Téré express.
في الانتخابات الرئاسية لعام 2000 حصل مرشح الحزب، Francis Wodié على 102253 صوت (5.7%). في الانتخابات البرلمانية لعام 2000 حصل الحزب على 4 مقاعد.